# روبرت ليروي
روبرت ليروي (بالإنجليزية: Robert LeRoy)‏ كان لاعب كرة مضرب أمريكي بدأ مسيرته كمحترف سنة 1901، اعتزل اللعب في 1931. سبق أن شارك في دورة الألعاب الأولمبية الصيفية.

## الميداليات
| الميدالية | المسابقة                       |
| --------- | ------------------------------ |
| فضية      | الألعاب الأولمبية الصيفية 1904 |

## روابط خارجية
- روبرت ليروي على موقع رابطة محترفي التنس (الإنجليزية)
- روبرت ليروي على موقع الاتحاد الدولي لكرة المضرب (الإنجليزية)
- روبرت ليروي على موقع خلاصة التنس.كوم (الإنجليزية)
- روبرت ليروي على موقع أوليمبيديا (الإنجليزية)